# Зона перехідного режиму

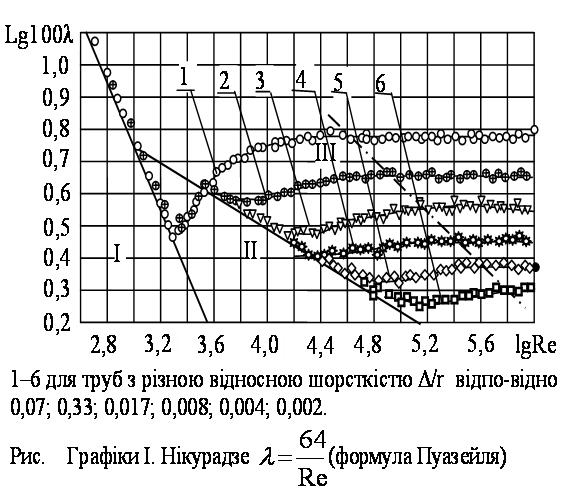

Зона перехідного режиму (рос. зона переходного режима; англ. transient regime zone; нім. Zone f des Übergangsregimes) — зона опору, яка розміщена між зонами ламінарного й турбулентного режимів і характеризується тим, що при наявності параметрів потоку, які відповідають цій зоні, в даному руслі може мати місце «затяжний» неусталений ламінарний режим руху, що утворюється при збільшенні в часі середньої швидкості; цей ламінарний режим може змінюватися сталим турбулентним режимом.
Зона перехідного режиму відповідає несталій зоні графіка Нікурадзе. Це область між прямими І та ІІ (2300 < Re < Reгр.) .